# Харгана (Курумканский район)
Харгана́ — улус в Курумканском районе Бурятии. Входит в сельское поселение «Барагхан».

## География
Расположен на северной окраине Куйтунской степи, на левобережье реки Аргады (левый приток Баргузина), в 3 км к югу от её русла, в 16 км к юго-востоку от центра сельского поселения — улуса Барагхан. В 1 км к северу от улуса лежит озеро Саган-Нур.

## Население
| 2002 | 2010 |
| ---- | ---- |
| 170  | ↘60  |